# Parerastria
Parerastria es un género monotípico de lepidópteros de la familia Noctuidae. Su única especie: Parerastria castaneata Warren, 1914, es originaria de  Australia en Queensland.